# Lausitzer Schlange
Koordinaten: 51° 10′ 26,4″ N, 14° 15′ 14,4″ O

Wegkennzeichen

Die Lausitzer Schlange ist ein sich durch Ostsachsen schlängelnder Fernwanderweg mit offiziell ca. 330 Kilometer Länge (erfasste Länge bei OSM rund 562 km) zwischen der Dresdner Heide und dem Senftenberger See. Dabei quert er das Radeberger Land, die Sächsische Schweiz, das Lausitzer Bergland, das Zittauer Gebirge, die Königshainer Berge, die Oberlausitzer Heide- und Teichlandschaft sowie die nördliche Westlausitz und endet im benachbarten Bundesland Brandenburg im Lausitzer Seenland.

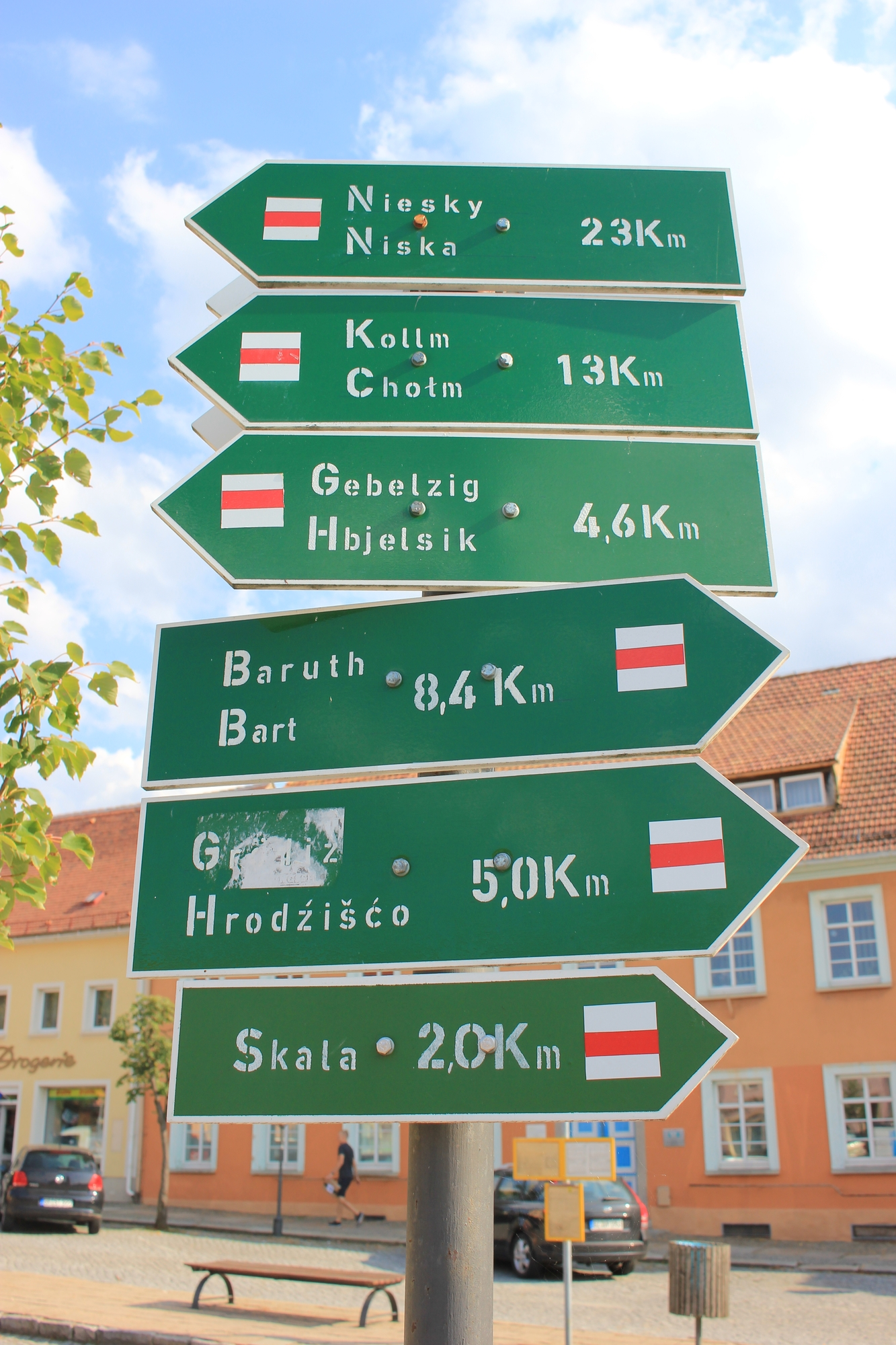
Wegweiser in Weißenberg

## Verlauf
Streckenposten mit Wegemarkierungen: Dresden-Bühlau – Dresdner Heide (Heidemühle, Langebrücker Hofewiese, Langebrücker Saugarten) – Langebrück – Hermsdorf (Hermsdorfer Schlosspark) – Ottendorf-Okrilla – Fünfhufenteich – Steinberg (264 m) – Seifersdorf (Schloss Seifersdorf) – Seifersdorfer Tal – Grundmühle (Radeberg) – Anschluss an den Radeberger Rundwanderweg – Liegau-Augustusbad (Kleinwachau) – Silberberg (271 m) – Radeberg (Schloss Klippenstein) – Hüttertal – Wallroda – Talsperre Wallroda – Tanneberg (302 m) – Arnsdorf – Karswald – Dürrröhrsdorf – Dittersbach – Schöne Höhe (328 m) – Lohmen – Dorf Wehlen – Stadt Wehlen – mit der Personenfähre über die Elbe – Pötzscha – zwischen den Bärensteinen hindurch – Rauenstein – mit der Personenfähre über die Elbe – Rathen – Polenztal – Brand – Waitzdorf – Kohlmühle – Altendorf – Kirnitschgrund – Ostrau – Hohe Liebe (400,9 m) – Kirnitzschtal – Zeughaus – Hinterhermsdorf – Obere Schleuse – Wachberg (496 m) – Saupsdorf – Kuhstall – Lichtenhain – Sebnitz – Ungerberg (537 m) – Neustadt – Berthelsdorf – Valtenberg (589 m) – Steinigtwolmsdorf – Neuschirgiswalde – Wilthen – Obergurig – Singwitz – Doberschau – Bautzen – Rabitz – Rachlau – Czorneboh (561 m) – Cunewalde – Bieleboh (499,5 m) – Beiersdorf – Neusalza-Spremberg – Ebersbach/Sa. – Neugersdorf – Seifhennersdorf – Weißer Stein (460 m) – Großschönau – Waltersdorf – Falkenstein (555 m) – Kurort Jonsdorf – Kurort Oybin – Töpfer (582 m) – Olbersdorf – Hörnitz – Pethau – Zittau – Eckartsberg – Oberseifersdorf – Niederoderwitz – Oberoderwitz – Herrnhut – Strahwalde – Herwigsdorf – Galgenberg – Löbauer Berg (447,9 m) – Löbau – Georgewitz-Bellwitz – Zoblitz – Meuselwitz – Königshain – Hochstein (404,4 m) – Thiemendorf – Ullersdorf – Wiesa – Wilhelminenthal – Niesky – Sproitz – Kollm – Thräna – Gebelzig – Weißenberg – Gröditz – Cortnitz – Baruth – Buchwalde – Guttau – Halbendorf – Neudorf – Lieske – Mönau – Driewitz – Kolbitz – Weißig – Wartha – Koblenz – Maukendorf – Spohla – Hoyerswerda – Seidewinkel – Geierswalde – Großkoschen